# Microtritia glabrata
Microtritia glabrata är en kvalsterart som beskrevs av Wojciech Niedbała 1993. Microtritia glabrata ingår i släktet Microtritia och familjen Euphthiracaridae. Inga underarter finns listade i Catalogue of Life.